# Atlapetes pallidinucha
El Atlapetes nuca blanca. Atlapetes nuquipálido (Atlapetes pallidinucha), también denominado matorralero nuquipálido o gorrión montés cabeciblanco, Atlapetes nuca blanca[Phelps, WH Jr & R Meyer de Schauensee, 1979] .es una especie de ave paseriforme de la familia Passerellidae endémica de las montañas del noroeste de Sudamérica.

## Distribución y hábitat
Se encuentra en los bosques de montaña tropicales de Colombia, Ecuador, Venezuela y el extremo noroeste de Perú.